# Burianovo náměstí
Burianovo náměstí je náměstí v Brně nacházející se v městské části Brno-Žabovřesky mezi ulicemi Horova, Doležalova, Minská, Šmejkalova a Marie Steyskalové. Ve středu náměstí se nachází kaple svatého Václava.

## Pojmenování
Náměstí bylo v roce 1907 pojmenováno jako Komenského náměstí. Na památku císaře bylo v roce 1916 přejmenováno na náměstí císaře Františka Josefa. Na původní název bylo přejmenováno v roce 1918 a od roku 1939 bylo známo jako Comeniusplatz. V roce 1942 bylo přejmenováno na Platz bei der Kapelle tedy náměstí U kapličky. Dle Adolfa Buriana oběti druhého odboje bylo náměstí pojmenováno v září 1946.